# Gérard Philipe
Gérard Philipe (n. 4 decembrie 1922 – d. 25 noiembrie 1959) a fost un foarte popular actor francez de teatru și film. A devenit cunoscut mai ales prin filmele „Mănăstirea din Parma” (1948) și „Fanfan la tulipe” (1951). 

## Biografie
Philipe s-a născut în orașul Cannes. După bunica din partea mamei este pe sfert de origine cehă. În adolescență a luat lecții de actorie înainte de a merge la Paris pentru a studia la Conservatorul de Artă Dramatică. La 19 ani a debutat pe scena unui teatru din Nisa, iar în anul următor, prestația de excepție din piesa lui Albert Camus, „Caligula”, i-a adus invitația de a lucra cu Teatrul Național Popular în Paris și Avignon, teatru al cărui festival a fost fondat în 1947 de Jean Vilar, fiind cel mai vechi și mai faimos festival teatral din Franța. A interpretat diverse roluri, ca Faust și Modigliani, și grație talentului său a fost solicitat de mari regizori francezi care au apreciat, de asemenea, versatilitatea și profesionalismul de care a dat dovadă. În 1951, Philipe s-a căsătorit cu Nicole Fourcade (1917-1990), actriță și scriitoare, cu care a avut doi copii. Ea a adoptat pseudonimul Anne Philipe și a scris despre soțul ei în două cărți, prima intitulată Suveniruri, (1960), cea de-a doua, Nu mai mult de un oftat, (1963). Recunoscut la nivel mondial pentru talentul lui, era în apogeul carierei când s-a îmbolnăvit de cancer la ficat. A murit cu câteva zile înainte de a împlini vârsta de 37 de ani, în timp ce lucra la un proiect de film la Paris. (Doctorii i-au ascuns natura bolii.) Este înmormântat în cimitirul comunei Ramatuelle din departamentul Var, în sud-estul Franței, aproape de coasta Mării Mediterane. În 1986, portretul său a apărut pe un timbru comemorativ. Pentru a celebra centenarul de cinema în 1995, guvernul francez a emis o serie de monede de ediție limitată, care a inclus și o monedă de 100 de franci cu imaginea actorului. Gérard Philipe se numără printre cei mai populari actori francezi ai timpurilor moderne și a fost ridicat la statutul de mitic în patria sa, nu în ultimul rând și din cauza morții sale timpurii, în plin apogeu al popularității sale. Există un festival de film numit în onoarea sa, precum și o serie de teatre și școli în diferite părți ale Franței (cum ar fi Colegiul Gérard Philipe din comuna Cogolin, departamentul Vaucluse). Mai mult, în Germania, la Berlin, un centru cultural poartă numele celebrului actor francez.

## Filmografie selectivă
- 1948 Mănăstirea din Parma (La Chartreuse de Parme), regia Christian-Jaque
- 1950 Amintiri pierdute (Souvenirs perdus), episodul O cravată de blană (Une cravate de fourrure), regia Christian-Jaque
- 1950 Frumusețea diavolului (La beauté du diable), regia René Clair
- 1952 Fanfan la Tulipe, regia Christian-Jaque
- 1952 Frumoasele nopții (Les belles de nuit) regia René Clair
- 1954 Roșu și negru (Le rouge et le noir), de Claude Autant-Lara
- 1955 Marile manevre (Les grandes manoeuvres), regia René Clair
- 1956 Till Buhoglindă de Gérard Philipe și Joris Ivens
- 1958 Jucătorul (Le joueur), regia Claude Autant-Lara
- 1958 Montparnasse 19, regia Jacques Becker
- 1959 Febra crește la El Pao (La fièvre monte à El Pao), de Luis Buñuel